# NGC 1241

NGC 1241

NGC 1241 في الفهرس العام الجديد، هي مجرة، تقع في كوكبة النهر. اكتشفت في 10 يناير 1785 بواسطة ويليام هيرشل.

## معرض صور

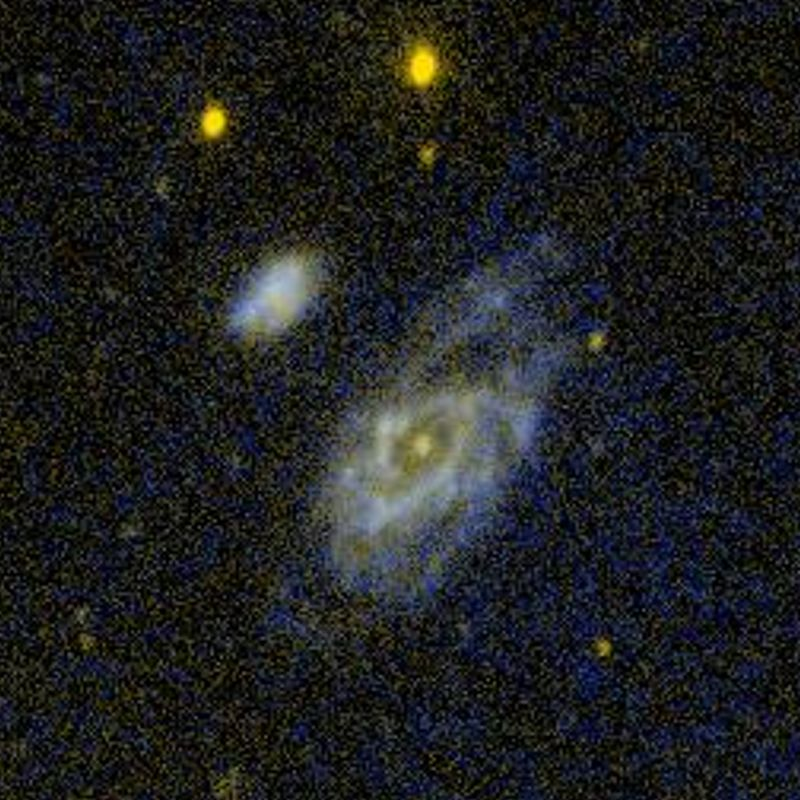
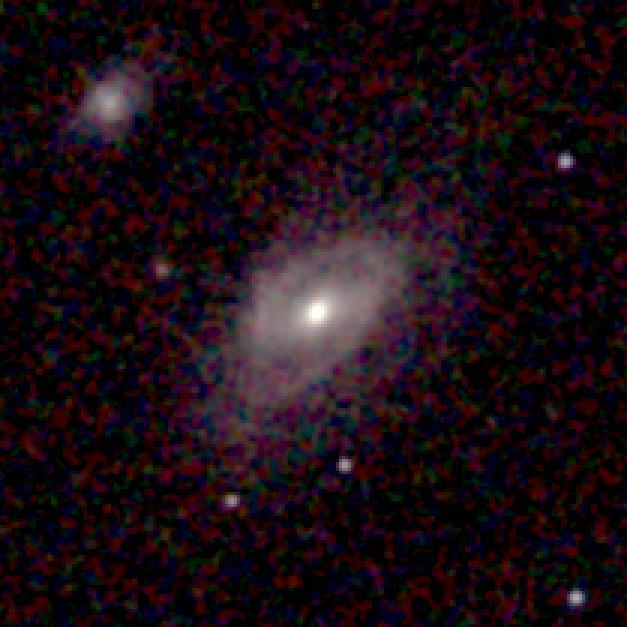
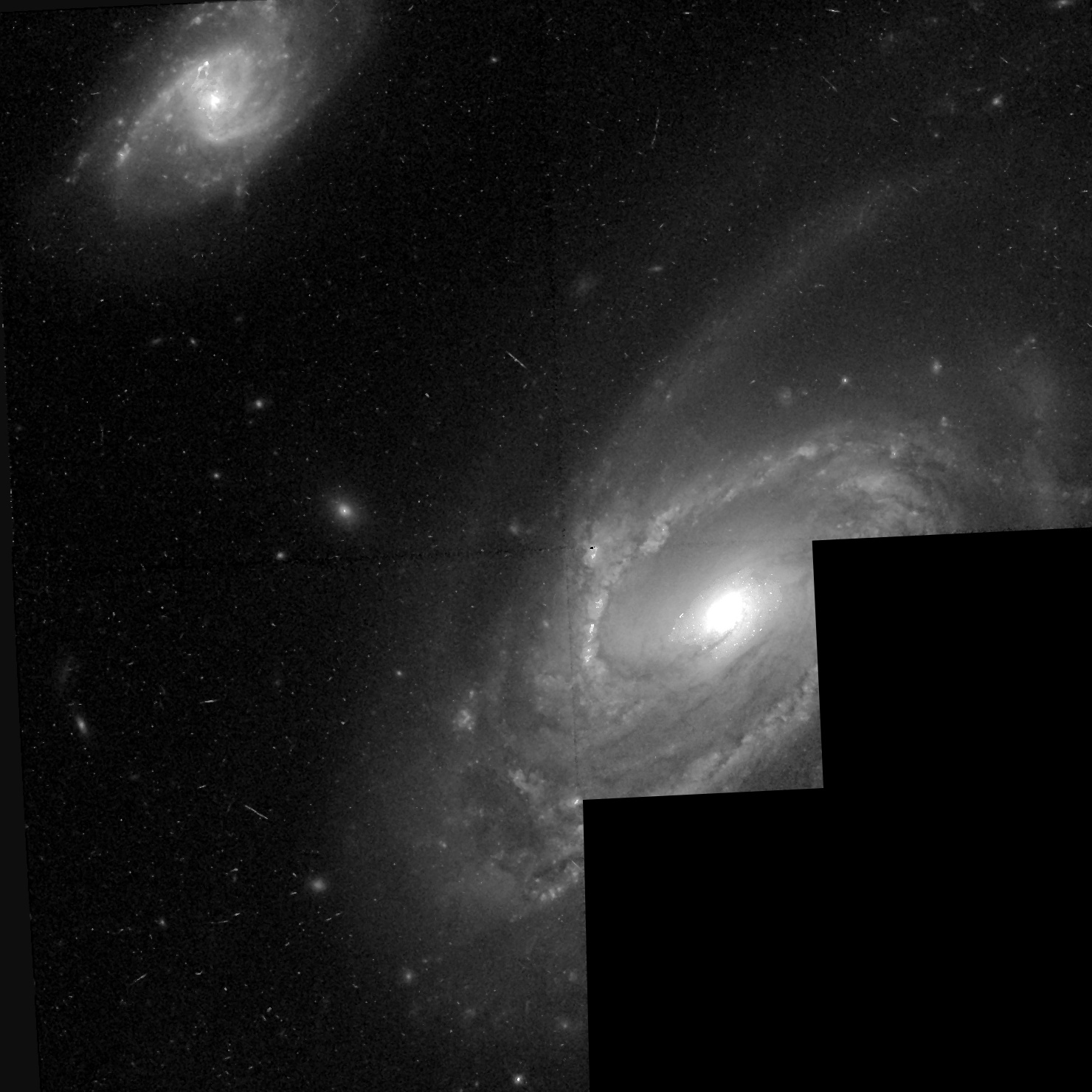

## روابط خارجية
- NGC 1241 على موقع ويكي سكاي: DSS2, SDSS, GALEX, IRAS, Hydrogen α, X-Ray, Astrophoto, Sky Map, Articles and images